# Nyikolaj Ivanovics Novikov
Nyikolaj Ivanovics Novikov (orosz nyelven: Николай Иванович Новиков, Tyihvinszkoje-Avdotyjino, 1744. április 27. [május 8.] –  Moszkva, 1818. augusztus 1. [augusztus 12.]) orosz író, újságíró, könyvkiadó. A 18. század utolsó harmadában az orosz kultúra és művelődés kiemelkedő alakja, a felvilágosodás eszméinek képviselője.

## Élete és munkássága
Nemesi családban, a családi birtokhoz tartozó Tyihvinszkoje-Avdotyjin faluban született (a mai Moszkvai terület Bronnyici városa mellett). A moszkvai egyetem gimnáziumában tanult (1755–1760). 1762-ben az Izmajlovói gárdaezred tisztje lett, ahonnan öt évvel később néhány társával együtt hivatali szolgálatra rendelték. A törvényelőkészítő bizottságnál alkalma volt megismerkedni az orosz élet és a társadalom sok kérdésével, ez hatással volt felvilágosult nézeteinek kialakulására. 
Amikor 1769-ben a bizottságot feloszlatták, Novikov elbocsátását kérte a szolgálatból és Trutyeny (Трутень) címmel szatirikus hetilapot indított. Ebben a szatírát nem csak általában a hibákra, az emberi gyarlóságokra, hanem visszás társadalmi kérdések (pl. a külföld utánzása, a hatalommal való visszaélés) leleplezésére is kiterjesztette. 
Burkoltan vitába szállt a II. Katalin cárnő nézeteit megfogalmazó szatirikus lappal is. 1770-ben ez az első lapja megszűnt, de hamarosan újabb lap(ok)at indított Zsivopiszec (Живописец, 1772–73; magyarul: 'Festő') és Koseljok (Кошелек, 1774; magyarul: 'Tárca') címen. A szatirikus lapok kiadásának azonban egy időre véget vetett a Pugacsov-féle parasztfelkelés (1773–1775), amelyre a cári hatalom minden téren kemény intézkedésekkel válaszolt. A felkelés leverése után Novikov az egyik szabadkőműves páholy tagja lett.
Közben a nemzeti múlt emlékeinek felkutatásával is foglalkozott. 1772-ben megjelent fontos könyve: Opit isztoricseszkavo szlovarja o rosszijszkih piszatyeljah (Az orosz írók történeti szótárának kísérlete). Másik jelentős kiadványa történelmi dokumentumok és emlékek ismertetését tartalmazta: Drevnyaja rosszijszkaja vivliofika (Régi orosz könyvtár) címen (10 kötet, 1773–1775). 1777-ben ismét folyóiratot alapított: Utrennyij Szvet (Reggeli Fény), melyet később Vecsernyaja Zarja (Esthajnal) és Pokojascsijszja Trudoljubec (Pihenő Munkás) címek alatt folytatott.
1779-ben Moszkvába költözött és egyre inkább könyvkiadói tevékenységének élt. Bérbe vette az egyetemi nyomdát és a szabadkőművesek pénzén további két nyomdát is működtetett, ezekhez számos szerzőt, fordítót, könyvkereskedőt foglalkoztatott. Egyaránt kiadott ismeretterjesztő- és tankönyveket, orosz, francia és német szerzőket (utóbbiak között pl. Diderot, Rousseau, Baaumarchaise, Lessing műveit), megjelentette Shakespeare Julius Caesar-át Karamzin fordításában, stb. Közben írói munkásságát is folytatta: szatirikus elbeszéléseket, gyermeknevelési és pedagógiai, gazdasági tárgyú munkákat írt és publikált. 
Nevéhez fűződik továbbá a nőknek szóló első orosz folyóirat (1779) és a gyermekeknek szóló első  orosz folyóirat kiadása (1785–1789), az első moszkvai nyilvános könyvtár (olvasó) megalapítása és számos vidéki városban a könyvárusítás megszervezése.
Ez az aktív felvilágosító tevékenység nem maradhatott észrevétlen a legfelső körökben sem. 1789-ben (a francia forradalom évében) az egyetemi nyomda bérletét megszüntették. 1792-ben Novikovot letartóztatták és peres eljárás nélkül 15 év fogságra ítélték, amiből négy évet letöltött a schlüsselburgi várbörtönben. I. Pál cár trónralépésével (1796) szabadon engedték, de korábbi tevékenységét nem folytathatta. Betegen, vagyonától megfosztva, gazdálkodással és olvasással töltötte utolsó éveit a családi birtokon.

## Műveiből
- Részlet I*** T*** N-be tett utazásából [RAGYISCSEV?]
- Régi orosz könyvtár
- Történeti szótárkísérlet az orosz írókról